# Кай
Папа Кай (или Гай) е римски папа от 283 г. до смъртта си през 296 г.

## Биография
Той е син на Гай или, според света Сузана Конкордийска, роднина на император Диоклециан, и става папа на 17 декември 283 година. Неговият гроб, с истинска епитафия, е открит в катакомбите на Каликст I и около него пръстен, с който някога подписвал писмата си (вижте Arringhi, Roma subterr., 1. iv. c. xlviii. p. 426).
Паметта му се чества на 22 април, заедно с паметта на папа Сотер. Свети Кай има портрет, където е обрисуван с папска тиара и Свети Нерий. Той е почитан в Далмация и Венеция.